# 10888 Yamatano-orochi
10888 Yamatano-orochi eller 1996 XT30 är en asteroid i huvudbältet som upptäcktes den 6 december 1996 av de båda japanska astronomerna Takeshi Urata och Yoshisada Shimizu vid Nachi-Katsuura-observatoriet. Den är uppkallad efter ormen Yamatano-orochi i japansk mytologi.
Asteroiden har en diameter på ungefär 17 kilometer.